# Ohioklasse

De Ohioklasse is een klasse van 18 kernonderzeeërs van de United States Navy. Met 18.750 ton deplacement onder water zijn het de grootste onderzeeboten van de United States Navy en de op twee na grootste ooit gebouwd, na de sinds 2023 uit dienst genomen Typhoonklasse van eertijds de Marine van de Sovjet-Unie met 48.000 ton en de huidige Borejklasse van de Russische marine met 24.000 ton. 
De 14 nieuwste zijn nu bewapend met elk 20 UGM-133 Trident II D5 ballistische raketten met elk 12 MIRV W76 waterstofbommen van elk 475 kiloton TNT-equivalent, samen 50% van het Amerikaans arsenaal waterstofbommen, de andere 50% zit in ballistische raketten op land en strategische bommenwerpers. Ze krijgen doelwitten van Strategic Command in Nebraska via beveiligde draadloze communicatie op very low frequency die kan doordringen in het zeewater via een US Navy TACAMO-missie Boeing E-6 Mercury met een kilometerslange dubbele sleepantenne. Dit is de nuclear command, control, and communications (NC3).
Ze voeren ook Mark 48 torpedo’s mee.
De 4 oudste zijn nu omgebouwd van SSBN naar SSGN en bewapend met 22 lanceerbuizen met elk 7 Tomahawk kruisvluchtwapens en ook Harpoon antischeepsraketten te lanceren vanuit de torpedobuizen. 
De Ohioklasse vervangt de Benjamin Franklinklasse en de Lafayetteklasse met Polaris raketten.
De Ohioklasse is stiller dan al haar voorgangers, op kruissnelheid 20 knopen zo stil als een Lafayetteklasse op 6 knopen.
De Columbiaklasse van 21.140 ton deplacement onder water en 16 Trident D5 ballistische raketten vervangt te beginnen met USS District of Columbia SSBN-826 vanaf 2031 geleidelijk de Ohioklasse.

## Beschrijving
Dankzij de kernreactor kan de kernonderzeeër 15 jaar onder water blijven.
Elke kernonderzeeër heeft drie grote luiken om palletten met voorraden en wisselstukken in te slaan.
Elke kernonderzeeër heeft twee volledige bemanningen, de “blauwe” en de “gouden”, die elkaar om de drie maanden aflossen.
In 2011 voerden kernonderzeeërs van de Ohioklasse 28 patrouilles uit. Op elk moment zijn vier kernonderzeeërs met ballistische raketten paraat onder water.
Secties van 13 m diameter met 4 dekken zijn bij General Dynamics Electric Boat te Rhode Island (staat) gebouwd en dan samengevoegd op de scheepswerf te Groton (Connecticut).

## Geschiedenis
De Ohioklasse was ontworpen in jaren 70 om de Trident I C4 ballistische raket te lanceren. De 8 eerste onderzeeboten van de Ohioklasse voerden 24 Trident I C4 mee met elk 8 MIRV waterstofbommen. Vanaf de 9e onderzeeboot USS Tennessee SSBN-734 kregen ze de grotere en meer nauwkeurige drietraps Trident II D5 mee met elk 12 MIRV waterstofbommen.
Van 2000 tot 2008 te beginnen met USS Alaska SSBN-732 verving de United States Navy alle C4 door D5.
De eerste 8 onderzeeboten hadden hun basis te Bangor Trident Base van de United States Pacific Fleet in de Stille Oceaan, de latere 10 onderzeeboten hebben hun basis te Naval Submarine Base Kings Bay te St. Marys (Georgia) van de United States Fleet Forces Command in de Atlantische Oceaan.

## 4 Boten omgebouwd naar kruisvluchtwapens

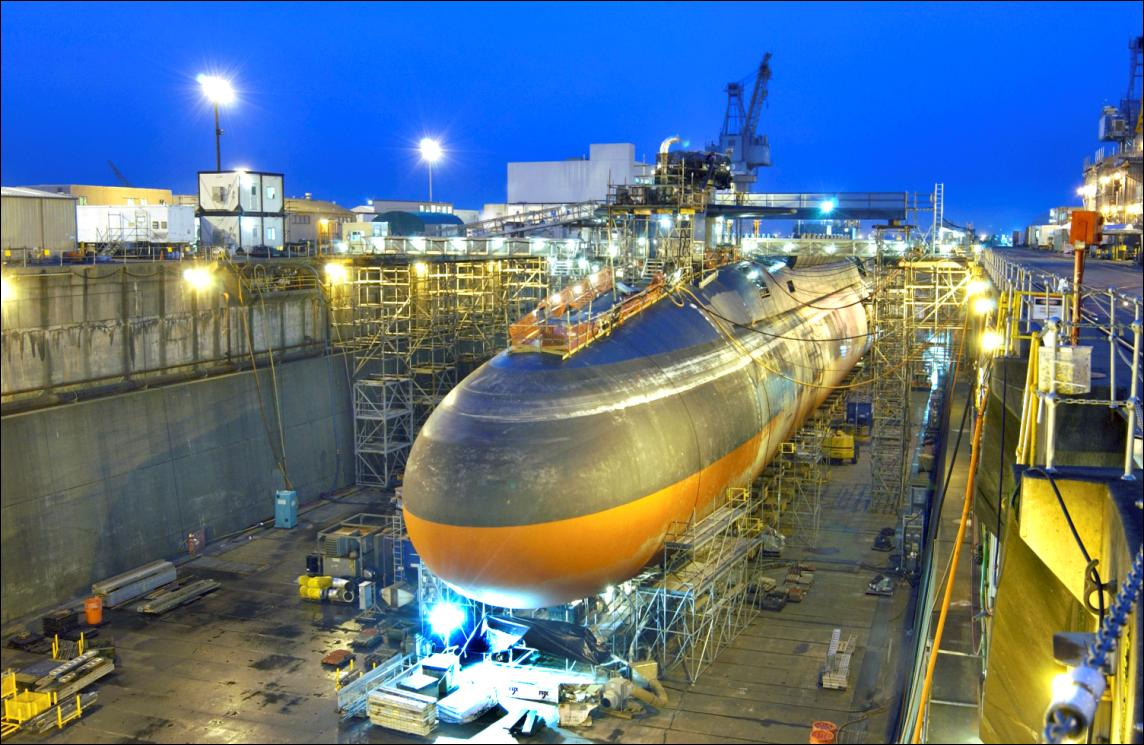
De USS Ohio in maart 2004 in droogdok voor ombouw naar kruisvluchtwapens

In 1994 besloot de Nuclear Posture Review dat 14 onderzeeboten van de Ohioklasse volstaan voor mutual assured destruction. Daarom werden de oudste vier onderzeeboten Ohio, Michigan, Florida en Georgia van 2002 tot 2008 omgebouwd naar kruisvluchtwapens.
Om dit te compenseren werden USS Pennsylvania SSBN-735, USS Kentucky SSBN-737, USS Nebraska SSBN-739, USS Maine SSBN-741 en USS Louisiana SSBN-743 verplaatst van Kings Bay naar Bangor. 
In november 2002 ging de Ohio het droogdok in voor nieuwe kernbrandstof en ombouw van SSBN met 24 ballistische raketten naar SSGN met 22 x 7 Tomahawk kruisvluchtwapens. Op 9 januari 2006 was hij klaar en in februari 2006 ging hij in dienst.
De Florida volgde in april 2006, de Michigan in november 2006 en de Georgia in maart 2008. De kost bedroeg $700 miljoen per onderzeeboot. Rond 2026 worden ze vervangen door de Virginiaklasse.

## New START van 24 naar 20 raketten
In 2017 gingen 4 lanceerbuizen per kernonderzeeër uit dienst als gevolg van het New START verdrag dat het aantal kernkoppen beperkte tot 1550. Dit brengt het totaal dus op 14 kernonderzeeërs met elk 20 ballistische raketten, dus 280 raketten mogelijk, waarvan 212 actief.

## De 18 kernonderzeeërs
| Pennantnummer | USS              | Besteld    | Kiellegging | Tewaterlating | Opgeleverd | In dienst  | Uit dienst |
| ------------- | ---------------- | ---------- | ----------- | ------------- | ---------- | ---------- | ---------- |
| SSGN-726      | Ohio             | 1974-07-01 | 1976-04-10  | 1979-04-07    | 1981-10-28 | 1981-11-11 | 2026       |
| SSGN-727      | Michigan         | 1975-02-28 | 1977-04-04  | 1980-04-26    | 1982-08-28 | 1982-09-11 | 2028       |
| SSGN-728      | Florida          | 1975-02-28 | 1981-01-19  | 1981-11-14    | 1983-05-17 | 1983-06-18 | 2026       |
| SSGN-729      | Georgia          | 1976-02-20 | 1979-04-07  | 1982-11-06    | 1984-01-17 | 1984-02-11 | 2028       |
| SSBN-730      | Henry M. Jackson | 1977-06-06 | 1981-11-19  | 1983-10-15    | 1984-09-11 | 1984-10-06 | 2027       |
| SSBN-731      | Alabama          | 1978-02-27 | 1981-08-27  | 1984-05-19    | 1985-04-23 | 1985-05-25 | 2028       |
| SSBN-732      | Alaska           | 1978-02-27 | 1983-03-09  | 1985-01-12    | 1985-11-26 | 1986-01-25 | 2031       |
| SSBN-733      | Nevada           | 1981-01-07 | 1983-08-08  | 1985-09-14    | 1986-08-07 | 1986-08-16 | 2031       |
| SSBN-734      | Tennessee        | 1982-01-07 | 1986-06-09  | 1986-12-13    | 1988-11-18 | 1988-12-17 | 2031       |
| SSBN-735      | Pennsylvania     | 1982-11-29 | 1987-03-02  | 1988-04-23    | 1989-08-22 | 1989-09-09 | 2031       |
| SSBN-736      | West Virginia    | 1983-11-21 | 1987-12-18  | 1989-10-04    | 1990-09-10 | 1990-10-20 | 2031       |
| SSBN-737      | Kentucky         | 1985-08-13 | 1987-12-18  | 1990-08-11    | 1991-06-27 | 1991-07-13 | 2031       |
| SSBN-738      | Maryland         | 1986-03-14 | 1986-04-22  | 1990-08-10    | 1992-05-31 | 1992-06-13 | 2031       |
| SSBN-739      | Nebraska         | 1987-05-26 | 1987-07-06  | 1992-08-15    | 1993-06-18 | 1993-07-10 | 2031       |
| SSBN-740      | Rhode Island     | 1988-01-15 | 1988-09-15  | 1993-07-17    | 1994-06-22 | 1994-07-09 | 2031       |
| SSBN-741      | Maine            | 1988-10-05 | 1990-07-03  | 1994-07-16    | 1995-06-21 | 1995-07-29 | 2031       |
| SSBN-742      | Wyoming          | 1989-10-18 | 1991-08-08  | 1995-07-15    | 1996-06-20 | 1996-07-13 | 2031       |
| SSBN-743      | Louisiana        | 1990-12-19 | 1992-10-23  | 1996-07-27    | 1997-08-14 | 1997-09-06 | 2031       |

## Boeken, films en televisie
- Tom Clancy schreef in 1991 over USS Maine SSBN-741 in de verfilmde The Sum of All Fears.
- In zijn roman Debt of Honor, is de USS Maryland SSBN-738 een van de verscheidene onderzeeërs die werd uitgezonden tegen de Japanse invasie van de Marianen.[6]
- De fictieve USS Montana komt voor in de film The Abyss uit 1989.
- USS Alabama SSBN-731 komt voor in de film Crimson Tide uit 1995.[7]
- In de film Ice uit 1998 evacueerde de USS Maryland SSBN-738 VIP's vanaf de bevroren Westkust van de Verenigde Staten, toen het pakijs de kustlijn omsloot en oppervlakteschepen verhinderde de bedreigde kust te benaderen.
- De fictieve USS Colorado SSBN-753 komt voor in de televisiereeks Last Resort van de American Broadcasting Company.[8]
- USS Wyoming SSBN-742 komt voor in seizoen 1, aflevering 13 van de Amerikaanse televisiereeks The Brave.[9]
- USS Pennsylvania SSBN-735 was het hoofdonderwerp van reeks 2, aflevering 2 van National Geographic Channel Big, Bigger, Biggest.